# Többszörös Kossuth-díjasok listája
Az alábbi lista a Kossuth-díjjal többször kitüntetett személyeket sorolja fel a díj 1948-as alapítása óta. Kezdetben a tudomány, a művészet területén, valamint a szocialista termelőmunkában kiemelkedő teljesítményt nyújtó személyeket, csoportokat jutalmazták vele. Az Állami Díj 1963-as alapítása után már csak a kimagasló művészeti, illetve kulturális tevékenységért adományozzák a Kossuth-díjat. A díjat 1990-ig a Minisztertanács, azt követően a köztársasági elnök adományozza. Alapításakor kettő, 1951-től három, 1953-tól (a nagydíj bevezetése után) négy fokozata volt. 1977-től újból kétfokozatú. Az egyik fokozat a „rendes” Kossuth-díj, a másik a megmaradt Kossuth-nagydíj. Az utóbbit 2015-ig nyolc alkalommal adták át.
A listában a sorrend a következő: a díjazott neve után születési, illetve halálozási éve, majd a díjazott tevékenységi köre szerepel. Ezt követően a díjazás évei, illetve hogy csoportos, megosztott, posztumusz vagy nagydíjban részesült. Végül az 1977-ig meglévő különböző fokozatokat jelöljük.

## Háromszoros Kossuth-díjasok
| Név                        | Foglalkozás               | Első díj                    | Második díj        | Harmadik díj      |
| -------------------------- | ------------------------- | --------------------------- | ------------------ | ----------------- |
| Bán Frigyes (1902–1969)    | filmrendező               | 1950, I. fokozat, megosztva | 1952, II. fokozat  | 1954, II. fokozat |
| Fábri Zoltán (1917–1994)   | filmrendező, színész      | 1953, III. fokozat          | 1955, II. fokozat  | 1970, I. fokozat  |
| Fischer Annie (1914–1995)  | zongoraművész             | 1949, I. fokozat, megosztva | 1955, I. fokozat   | 1965, I. fokozat  |
| Illyés Gyula (1902–1983)   | író, költő                | 1948, I. fokozat            | 1953, I. fokozat   | 1970, I. fokozat  |
| Keleti Márton (1905–1973)  | filmrendező               | 1951, II. fokozat           | 1953, III. fokozat | 1954, II. fokozat |
| Kodály Zoltán (1882–1967)  | zeneszerző, népzenekutató | 1948, I. fokozat            | 1952, nagydíj      | 1957, nagydíj     |
| Nádasdy Kálmán (1904–1980) | operarendező, zeneszerző  | 1950, I. fokozat, megosztva | 1954, I. fokozat   | 1965, I. fokozat  |
| Törőcsik Mari (1935–2021)  | színész                   | 1973, II. fokozat           | 1999               | 2019, nagydíj     |

## Kétszeres Kossuth-díjasok
| Név                                   | Foglalkozás                               | Első díj                        | Második díj                  |
| ------------------------------------- | ----------------------------------------- | ------------------------------- | ---------------------------- |
| Ács Ernő (1907–1991)                  | fizikus                                   | 1952, I. fokozat                | 1954, I. fokozat             |
| Barcsay Jenő (1915–1986)              | festő                                     | 1954, II. fokozat               | 1985                         |
| Becze Gábor (1954–)                   | zeneszerző                                | 2000, csoportosan               | 2020, csoportosan            |
| Benjámin László (1915–1986)           | író, költő, politikus                     | 1950, II. fokozat               | 1952, II. fokozat            |
| Bernáth Aurél (1895–1982)             | festő, író                                | 1948, II. fokozat               | 1970, I. fokozat             |
| Bessenyei Ferenc (1919–2004)          | színész                                   | 1953, II. fokozat               | 1955, II. fokozat            |
| Bihari József (1901–1981)             | színész                                   | 1951, I. fokozat                | 1953, II. fokozat            |
| Bognár Géza (1909–1987)               | villamosmérnök, politikus                 | 1949, II. fokozat               | 1956, II. fokozat, megosztva |
| Bognár Rezső (1913–1990)              | kémikus                                   | 1948, II. fokozat               | 1962, I. fokozat             |
| Bruckner Győző (1900–1980)            | kémikus, gyógyszervegyész                 | 1949, I. fokozat                | 1955, I. fokozat             |
| Buzágh Aladár (1895–1962)             | kémikus                                   | 1949, I. fokozat                | 1954, I. fokozat             |
| Csoóri Sándor (1930–2016)             | költő, esszéíró, prózaíró, politikus      | 1990                            | 2012, nagydíj                |
| Csók István (1865–1961)               | festő                                     | 1948, I. fokozat, megosztva     | 1952, II. fokozat            |
| Darvas Iván (1925–2007)               | színész                                   | 1978                            | 1998                         |
| Darvas József (1912–1973)             | író, politikus                            | 1956, I. fokozat                | 1960, II. fokozat            |
| Domanovszky Endre (1907–1974)         | író, politikus                            | 1953, III. fokozat              | 1956, II. fokozat            |
| Egerváry Jenő (1891–1958)             | matematikus                               | 1949, II. fokozat               | 1953, II. fokozat            |
| Eötvös Péter (1944–2024)              | zeneszerző                                | 2002                            | 2024, nagydíj                |
| Erdei Ferenc (1910–1971)              | agrárközgazdász, szociológus, politikus   | 1948, II. fokozat               | 1962, II. fokozat            |
| Erdey László (1910–1970)              | kémikus                                   | 1951, II. fokozat               | 1958, II. fokozat            |
| Erdey-Grúz Tibor (1902–1976)          | fizikus, kémikus, politikus               | 1950, II. fokozat               | 1956, II. fokozat, megosztva |
| Ernst Jenő (1895–1981)                | orvos, biofizikus                         | 1948, I. fokozat                | 1956, II. fokozat            |
| Farkas Ferenc (1905–2000)             | zeneszerző                                | 1950, II. fokozat               | 1991                         |
| Ferencsik János (1907–1984)           | karmester                                 | 1951, II. fokozat               | 1961, I. fokozat             |
| Ferenczy Béni (1890–1967)             | szobrász                                  | 1948, II. fokozat               | 1965, I. fokozat             |
| Fodor Gábor Béla (1915–2000)          | kémikus                                   | 1950, II. fokozat               | 1954, II. fokozat            |
| Gádor István (1891–1984)              | keramikus                                 | 1955, III. fokozat              | 1975, I. fokozat             |
| Geleji Sándor (1898–1967)             | kohómérnök                                | 1951, I. fokozat                | 1955, II. fokozat            |
| Gellért Endre (1914–1960)             | színész, rendező                          | 1950, II. fokozat               | 1953, II. fokozat            |
| Gergely Sándor (1896–1966)            | író, újságíró                             | 1949, I. fokozat, megosztva     | 1956, II. fokozat            |
| Gillemot László (1912–1977)           | gépészmérnök, anyagtudós                  | 1949, I. fokozat                | 1957, II. fokozat            |
| Gombás Pál (1909–1971)                | fizikus                                   | 1948, I. fokozat                | 1950, I. fokozat, megosztva  |
| Gryllus Dániel (1953–)                | zeneszerző                                | 2000, csoportosan               | 2020, csoportosan            |
| Gryllus Vilmos (1951–)                | zeneszerző                                | 2000, csoportosan               | 2020, csoportosan            |
| Hajós György (1912–1972)              | matematikus                               | 1951, II. fokozat               | 1962, II. fokozat            |
| Hetényi Géza (1894–1959)              | orvos, belgyógyász                        | 1950, II. fokozat               | 1955, II. fokozat            |
| Horvai István (1922–2004)             | rendező, színigazgató                     | 1951, II. fokozat               | 1953, III. fokozat           |
| Illés Béla (1895–1974)                | író, újságíró                             | 1950, I. fokozat                | 1955, II. fokozat            |
| Illés György (1914–2006)              | operatőr                                  | 1950, II. fokozat               | 1973, II. fokozat            |
| Ivánovics György (1904–1980)          | mikrobiológus, bakteriológus              | 1948, II. fokozat               | 1952, II. fokozat            |
| Jancsó Miklós (1903–1966)             | orvos, belgyógyász, farmakológus          | 1948, II. fokozat               | 1955, II. fokozat            |
| Jancsó Miklós (1921–2014)             | filmrendező                               | 1973, II. fokozat               | 2006                         |
| Jókai Anna (1932–2017)                | író                                       | 1994                            | 2014, nagydíj                |
| Juhász Ferenc (1928–2015)             | költő, lapszerkesztő                      | 1951, II. fokozat               | 1973, I. fokozat             |
| Kadosa Pál (1902–1983)                | zeneszerző, zongoraművész                 | 1950, II. fokozat               | 1975, I. fokozat             |
| Kallós Zoltán (1926–2018)             | néprajzkutató, népzenegyűjtő              | 1996                            | 2017, nagydíj                |
| Kisfaludi Strobl Zsigmond (1884–1975) | szobrász                                  | 1950, I. fokozat                | 1953, II. fokozat            |
| Kocsis Zoltán (1952–2016)             | zongoraművész, karmester, zeneszerző      | 1978                            | 2005                         |
| Kollonitsch János (1920–1999)         | kémikus                                   | 1950, I. fokozat, megosztva     | 1953, II. fokozat            |
| Komlós Péter (1935–2017)              | hegedűművész, hangversenymester           | 1970, III. fokozat, csoportosan | 1997, csoportosan            |
| Koncz Gábor (1938–)                   | színész                                   | 1997                            | 2025, nagydíj                |
| Konecsni György (1908–1970)           | festő, grafikus                           | 1950, II. fokozat               | 1952, II. fokozat, megosztva |
| Kónya Lajos (1914–1972)               | költő, író                                | 1950, II. fokozat               | 1953, II. fokozat            |
| Kreybig Lajos (1879–1956)             | agrokémikus                               | 1950, II. fokozat               | 1954, I. fokozat             |
| Kurtág György (1926–)                 | zeneszerző                                | 1973, II. fokozat               | 1996                         |
| Lukács György (1885–1971)             | esztéta, filozófus                        | 1948, I. fokozat                | 1955, nagydíj                |
| Lyka Károly (1869–1965)               | művészettörténész, kritikus, festő        | 1952, I. fokozat                | 1964, nagydíj                |
| Major Tamás (1910–1986)               | színész, rendező, színigazgató, politikus | 1948, I. fokozat                | 1955, I. fokozat             |
| Makkai Ádám (1935–2020)               | nyelvész, költő, műfordító                | 2011                            | 2016, nagydíj                |
| Manninger Rezső (1890–1970)           | állatorvos                                | 1950, I. fokozat                | 1961, I. fokozat             |
| Marton Endre (1917–1979)              | rendező                                   | 1957, III. fokozat              | 1970, II. fokozat            |
| Mátrai Gyula (1905–1977)              | építészmérnök                             | 1950, II. fokozat               | 1956, II. fokozat            |
| Medgyessy Ferenc (1881–1958)          | szobrász                                  | 1948, II. fokozat               | 1957, I. fokozat             |
| Mécs Károly (1936–2025)               | színész                                   | 2013                            | 2021, nagydíj                |
| Mészáros Ági (1914–1989)              | színész                                   | 1950, I. fokozat, megosztva     | 1954, II. fokozat            |
| Mikus Sándor (1903–1982)              | szobrász                                  | 1949, II. fokozat, megosztva    | 1952, I. fokozat             |
| Molnár Erik (1894–1966)               | történész, politikus                      | 1948, II. fokozat               | 1963, I. fokozat             |
| Németh Géza (1936–)                   | brácsaművész                              | 1970, III. fokozat, csoportosan | 1997, csoportosan            |
| Novobátzky Károly (1884–1967)         | fizikus                                   | 1949, I. fokozat                | 1953, II. fokozat            |
| Oláh Gusztáv (1901–1956)              | rendező, díszlettervező                   | 1951, I. fokozat                | 1954, II. fokozat            |
| Pátzay Pál (1896–1979)                | szobrász, éremművész                      | 1950, I. fokozat, megosztva     | 1965, I. fokozat             |
| Pécsi Sándor (1922–1972)              | színész                                   | 1951, II. fokozat               | 1953, III. fokozat           |
| Perényi Miklós (1948–)                | gordonkaművész                            | 1980                            | 2007                         |
| Petrovics Emil (1930–2011)            | zeneszerző                                | 1966, III. fokozat              | 2006                         |
| Pór Bertalan (1880–1964)              | festő                                     | 1949, I. fokozat, megosztva     | 1951, II. fokozat            |
| Psota Irén (1929–2016)                | színész                                   | 1966, III. fokozat              | 2007                         |
| Radványi Balázs (1951–)               | zeneszerző                                | 2000, csoportosan               | 2020, csoportosan            |
| Ránki Dezső (1951–)                   | zongoraművész                             | 1978                            | 2008                         |
| Rédei László (1900–1980)              | matematikus                               | 1950, I. fokozat                | 1955, I. fokozat             |
| Rényi Alfréd (1921–1970)              | matematikus                               | 1949, II. fokozat               | 1954, I. fokozat             |
| Riesz Frigyes (1880–1956)             | matematikus                               | 1949, I. fokozat                | 1953, I. fokozat             |
| Rusznyák István (1889–1974)           | orvos, belgyógyász                        | 1949, I. fokozat                | 1956, I. fokozat             |
| ifj. Sánta Ferenc (1945–2024)         | hegedűművész                              | 2007                            | 2023, nagydíj                |
| Sára Sándor (1933–2019)               | filmrendező, operatőr                     | 1978                            | 2018, nagydíj                |
| Schay Géza (1900–1991)                | kémikus                                   | 1952, II. fokozat               | 1956, II. fokozat, megosztva |
| Schulek Elemér (1893–1964)            | vegyészmérnök, gyógyszerész               | 1949, II. fokozat               | 1951, I. fokozat             |
| Sedlmayr Kurt (1900–1965)             | biológus, növénynemesítő                  | 1950, II. fokozat               | 1954, II. fokozat            |
| Somlay Artúr (1883–1951)              | színész                                   | 1948, I. fokozat                | 1951, I. fokozat             |
| Somogyi Erzsi (1904–1973)             | színész                                   | 1953, III. fokozat              | 1959, II. fokozat            |
| Soó Rezső (1903–1980)                 | botanikus                                 | 1951, II. fokozat               | 1954, II. fokozat            |
| Straub F. Brunó (1914–1996)           | biokémikus, politikus                     | 1948, II. fokozat               | 1958, I. fokozat             |
| Szabó Ferenc (1902–1969)              | zeneszerző                                | 1951, I. fokozat                | 1954, II. fokozat            |
| Szabó Pál (1893–1970)                 | író                                       | 1951, I. fokozat                | 1954, I. fokozat             |
| Szabó Zoltán Gábor (1908–1995)        | kémikus                                   | 1950, II. fokozat               | 1957, II. fokozat            |
| Szabolcsi Bence (1899–1973)           | zenetörténész, művészettörténész          | 1951, I. fokozat                | 1965, I. fokozat             |
| Szádeczky-Kardoss Elemér (1903–1984)  | geológus, geokémikus                      | 1949, I. fokozat, megosztva     | 1952, I. fokozat             |
| Székely Mihály (1901–1963)            | operaénekes                               | 1949, I. fokozat                | 1955, I. fokozat             |
| Szervánszky Endre (1911–1977)         | zeneszerző                                | 1951, II. fokozat               | 1955, II. fokozat            |
| Szőkefalvi-Nagy Béla (1913–1998)      | matematikus                               | 1950, II. fokozat               | 1953, II. fokozat            |
| Tarján Gusztáv (1907–1998)            | bányamérnök                               | 1950, II. fokozat               | 1953, II. fokozat            |
| Tolnay Klári (1914–1998)              | színész                                   | 1951, II. fokozat               | 1952, I. fokozat             |
| Turán Pál (1910–1976)                 | matematikus                               | 1949, II. fokozat               | 1952, I. fokozat             |
| Vadász Elemér (1885–1970)             | geológus                                  | 1948, II. fokozat, megosztva    | 1952, II. fokozat            |
| Varga József (1891–1956)              | vegyészmérnök                             | 1950, II. fokozat               | 1952, I. fokozat             |
| Várkonyi Zoltán (1912–1979)           | színész, rendező                          | 1953, III. fokozat              | 1956, III. fokozat           |
| Vas István (1910–1991)                | író, költő                                | 1962, II. fokozat               | 1985                         |
| Vedres Márk (1870–1961)               | szobrász                                  | 1948, II. fokozat               | 1960, I. fokozat             |
| Veres Péter (1897–1970)               | író, politikus                            | 1950, I. fokozat                | 1952, II. fokozat            |
| Verő József (1904–1985)               | kohómérnök                                | 1949, II. fokozat               | 1958, II. fokozat            |
| Weiner Leó (1885–1960)                | zeneszerző                                | 1950, I. fokozat                | 1960, I. fokozat             |
| Winter Ernő (1897–1971)               | vegyészmérnök                             | 1950, II. fokozat               | 1953, I. fokozat             |
| Zathureczky Ede (1903–1959)           | hegedűművész                              | 1951, I. fokozat                | 1955, I. fokozat             |
| Zelk Zoltán (1906–1981)               | író, költő                                | 1949, II. fokozat, megosztva    | 1954, II. fokozat            |